# Heslar Naval Armory
 (août 2011).
Si vous disposez d'ouvrages ou d'articles de référence ou si vous connaissez des sites web de qualité traitant du thème abordé ici, merci de compléter l'article en donnant les références utiles à sa vérifiabilité et en les liant à la section « Notes et références ».
Pour les articles homonymes, voir HNA.

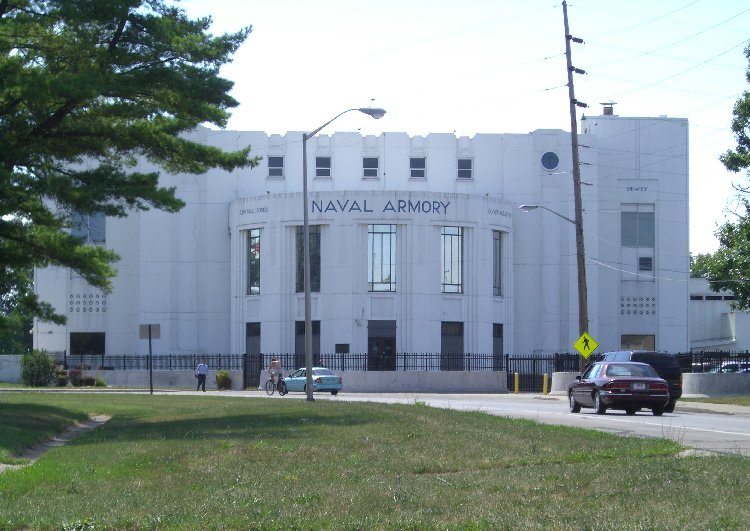
Vue de face

La Heslar Naval Armory ou HNA (anciennement réserve navale de l'arsenal d'Indianapolis) a été construite en 1936 à Indianapolis, Indiana, États-Unis, sur la rive de la White River. Elle a été conçue par l'architecte Ben H. Bacon, dans un style Art Moderne.  La Heslar Navale Armury est actuellement le siège de Naval Operations Support Center d'Indianapolis, du Marine Corps Reserve Center d'Indianapolis,  de Naval Recruiting Station d'Indianapolis, ainsi que de la division de United States Naval Sea Cadet Corps Cruiser (CA 35) d'Indianapolis 
En octobre 2008, l'Indiana Wing Civil Air Patrol, branche d'état de l'US Air Force Auxiliary, a transféré ses fonctions et son personnel à l'Arsenal.
Le bâtiment et les biens sont la propriété de l'État de l'Indiana ; ils sont gérés par le Indiana State Armory Board (une entité de la Garde nationale de l'Indiana), mais ils sont loués au gouvernement fédéral à l'usage de la United States Navy Reserve et du United States Marine Corps Reserve.

## Histoire
La construction a commencé sur un projet à 550,000 $ en février 1936. Le bâtiment a été officiellement inauguré en tant que Naval Reserve Armory d'Indianapolis lors d'une cérémonie le 29 octobre 1938. John K. Jennings, administrateur de l'état d'Indiana, a présenté le bâtiment à Elmer F. Streub, adjudant-général, qui l'a lui-même présenté au capitaine O.F. Heslar, commandant de la State Naval Reserve d'Indiana. Louis J. Bornstein, représentant du comité des citoyens, a servi de maître de cérémonie. Parmi les invités, le lieutenant-gouverneur Henry F. Schricker; le maire d'Indianapolis Walter C. Boetcher, l'amiral Hayne Ellis, commandant du neuvième district naval, des représentants du ministère de la Marine et des réservistes de la Marine de plusieurs états.
La structure a été construite en béton renforcé avec armature des toits en acier. Une fois achevé, le bâtiment de quatre étages comprend une passerelle de navigation, le signal de levage, un magasin, des téléphones de campagne, une chaufferie, la communication radio, des cloisons étanches, des échelles de navire, une cuisine, une piscine de 15 m, un gymnase, un stand de tir, des salles de classe, un mess, et les quartiers des officiers et du personnel enrôlé. Le hall du mess et le gymnase ont été décorés de peintures murales dépeignant de célèbres événements et batailles navales.
Sur la rotonde et les murs extérieurs sont inscrits les noms de plusieurs personnalités importantes de l'histoire navale, dont George H. Preble, George Dewey, Oliver Hazard Perry, John Paul Jones, et David Glasgow Farragut.
Le 20 novembre 1939, le capitaine O.F. Heslar (1891-1970) a pris le commandement de l'arsenal et de l'USS Sacramento, canonnière sur laquelle la Naval Reserve force s'entraînait chaque été sur le lac Michigan. Le capitaine Heslar est resté dans cette fonction jusqu'en novembre 1940, quand il lui fut ordonné de ramener son bateau et son équipage à Boston (Massachusetts) pour le réarmer. C'est là que le vaisseau a été transféré à l'US Navy active et a été amarré à Pearl Harbor lorsque cette base a été attaquée par les forces japonaises le 7 décembre 1941. Il a survécu à l'attaque, a abattu au moins deux combattants ennemis, et a participé aux opérations de sauvetage immédiatement après.
Au cours de la Seconde Guerre mondiale, la situation intérieure était idéale et des généraux et amiraux, cherchant à éviter la surveillance constante sur les côtes, se sont réunis régulièrement à Heslar Navy Armory d' Indianapolis pour planifier leurs campagnes de l'Atlantique et du Pacifique, y compris la cruciale Bataille de Normandie, qui a commencé le 6 juin 1944. Tout au long de cette guerre, la Naval Reserve Armory d'Indianapolis est restée un centre vital où les recrues se sont entraînées pour le service maritime. Après ce conflit l'arsenal est revenu à une fonction de réserve en temps de paix. En 1946, le United States Marine Corps est réactivé en tant que siège du 16e bataillon d'infanterie pour la formation, sous les ordres de Heslar. Cette unité a été appelée pour le service en Corée en 1950.
Le 12 décembre 1964, l'arsenal naval d'Indianapolis a été rebaptisé Heslar Navy Armory, en l'honneur de son premier et plus ancien officier commandant, lors d'une cérémonie animée par Harry T. Ice. Mme Heslar était malade et incapable d'y assister, mais un enregistrement lui a été transmis chez elle à New Augusta, en présence du fils de la famille, le lieutenant Fred G. Heslar USNR, et de son épouse ; ainsi que de l'ancien gouverneur de l'Indiana, Ralph Gates, de l'amiral Howard A. Yeager, commandant du neuvième district naval des Grands Lacs de l'Illinois, du colonel George P. Hill Jr, commandant du Fort Harrison; du commandant Joseph W. Tilford, commandant de la réserve navale d'Indianapolis, du brigadier général John D. Friday de la garde nationale de l'Indiana, du brigadier général G. Wray DePrez retraité de la garde nationale de l'Indiana, président du conseil de l'arsenal de l'Indiana, du brigadier général Kenneth E. Keene, chef adjoint dans la garde nationale aérienne de l'Indiana, du capitaine James C. Wootton, commandant du Naval Avionics Facility, du capitaine F. Knachel Firman, et du capitaine Robert O. Jackson, commandant des forces navales de l'Indiana.
En 1978, après que l'établissement de la Marine Reserve, situé à proximité du parc municipal de Riverside, ait été endommagé, il a été décidé de rénover l'arsenal et de réaménager les structures locales de la Marine Reserve. La rénovation a commencé en 1977 avec la suppression de presque toutes les structures internes non-porteuses ; remplacées par une construction plus moderne. En outre, un grand parking a été créé sur l'ancien site du parc d'attractions de Riverside. Le 1er novembre 1978, l'installation a été rebaptisée Navy and Marine Corps Reserve Center
Le Heslar Navy Armory a été répertorié avec le parc d'Indianopolis et Boulevard System, ainsi que plusieurs autres sites et bâtiments. L'ensemble des bâtiments forme un quartier historique inscrit au registre national des lieux historiques depuis 2003.

## Capitaine Ola F. Heslar (1891-1970)
Ola Fred Heslar, fils de Walter et Minnie (née Rhodes) Heslar, est né le 5 octobre 1891 à Brazil (Indiana). Il a fréquenté l'école primaire à Brazil et à Crawfordsville, et le lycée à Indianapolis. Il s'est enrôlé dans la marine américaine en 1907 et, après une formation de base, a été affilié à un sous-marin dans les Philippines. Plus tard, il était cantonné à Norfolk Navy Yard comme opérateur radio.
En avril 1913, Heslar a épousé Alice Marie Young, de Rockland, dans le Maine. Il a obtenu une commission en 1916 et a servi à bord de l'USS Vulcan dans la Méditerranée et l'Atlantique. Compte tenu de son expérience en tant qu'opérateur radio, Heslar a été affecté comme officier responsable de la station de radio transatlantique à Tuckerton, New Jersey.
De 1919 à 1920, Heslar servit comme officier d'état major de l'amiral Henry Wilson Braid, commandant en chef américain de U.S. Atlantic Fleet (CINCLANT), 1919-1921 ; puis de l'amiral P. Hilary Jones lorsque celui-ci a accepté le poste de commandant en chef de l'U.S. Atlantic Fleet en 1922.
En 1922, retraité du service actif de la Marine, le capitaine Heslar entra dans la Marine de réserve. Il a été affecté au service actif en tant que commandant du secteur de l'Indiana, et plus tard comme chef des Affaires navales de l'Indiana. C'est à ce poste qu'il a fondé et organisé les forces navales de l'Indiana en initiant le  Indiana Naval Militia Act, qui a été adopté comme loi le 1er mars 1927. À ce titre, le capitaine Heslar a également supervisé la construction des Naval Armories à Indianapolis et Michigan City. Le Capitaine Heslar, lors des premières activités de formation navale de la Heslar Navy Armory, établit une norme qui devait être suivie à l'échelle nationale pour la formation de la réserve navale et les installations opérationnelles. En même temps, il a été membre de la Commission des grands lacs de l'Indiana, et du Conseil des ports publics du même état.
Sa première épouse est décédée en août 1930, sans avoir eu d'enfants. En 1934, Heslar se remarie à Mabel Kathleen Gasaway d'Indianapolis. En juillet 1938, Fred Gasaway Heslar, seul enfant du capitaine Heslar, est né.
Avec le début de la Seconde Guerre mondiale le capitaine Heslar est retourné au combat en tant que directeur de la formation du 9e district naval (Grands lacs, et Illinois) et, plus tard, à l'état-major de l'amiral William Halsey. Le 17 mai 1943 lui a été décerné un doctorat honorifique en droit de l'Université DePauw. Il a ensuite effectué des travaux de troisième cycle au Massachusetts Institute of Technology et à l'Université Columbia.
En 1944, il a été annoncé que le capitaine Heslar serait promu contre-amiral. Toutefois, en raison de sa santé, il fut envoyé à la Mayo Clinic et forcé de se retirer définitivement du service naval. En 1959, il a reçu la Distinguished Service Medal pour services exceptionnellement méritoires et distingués.
Nouvellement élu gouverneur républicain à Indianapolis, Ralph M. Gates a nommé Heslar au poste de directeur des achats de l'état d'Indiana, le 1er février 1945. En janvier 1946, Heslar était membre du Parti républicain, de Blue Lodge Free and Accepted Masons, du Columbia Club, du Woodstock Club, et de l'église méthodiste.

## Artefacts
La Heslar Naval Armory abrite plusieurs artefacts de l'histoire navale, y compris:
- une cloche de l’USS Indiana coulé en 1942 lors de la mise en service de ce navire.
- une cloche de l'USS Indianapolis coulé en 1932 lors de la mise en service de ce navire, cloche enlevée pour conserver le poids autorisé avant sa croisière finale.
- un drapeau endommagé récupéré du USS Indianapolis, présenté à la ville d'Indianapolis le 2 février 1960 par le Conseil d'Indianapolis de la ligue navale des États-Unis
- un mémorial de l'USS Grayback établi par les vétérans des sous-marins de la Seconde Guerre mondiale, escadron Hoosier
- un drapeau récupéré de l'USS Fechteler, accroché dans le carré

## Heslar Naval Armory logo
Le logo de Heslar Naval Armory a été créé par Jérôme Bennet et approuvé par Lee Shafer en 1980. L'aigle représente les États-Unis ; la patrie des Hoosier est représentée par la ligne de frontière de leur État. L'édifice construit représente la maison du réserviste en temps de paix. La roue du navire représente le cap à suivre, et l'ancre la stabilité — deux valeurs centrales de l'entraînement des réservistes de la Marine.

## Sources
1. ↑  The Encyclopedia of Indianapolis, David J. Bodenhamer,Robert Graham Barrows
2. ↑  Logo

- (en) Cet article est partiellement ou en totalité issu de l’article de Wikipédia en anglais intitulé « Heslar Naval Armory » (voir la liste des auteurs).